# Конгресс русских общин
Общероссийская общественная организация «РОДИНА — Конгресс русских общин» (КРО) — общественно-политическое объединение, официально существовавшее в России в 1993—2003 годах. Официально восстановлено в апреле 2011 года. Основатель и неофициальный лидер — впоследствии глава «Роскосмоса» Дмитрий Рогозин.

## Выборы
17 декабря 1995 года «Конгресс русских общин» самостоятельно принял участие в выборах Государственной думы. Тройку лидеров составляли: Юрий Скоков, Александр Лебедь и Сергей Глазьев, набрав 4,31 % голосов избирателей, не пройдя в парламент и располагая 5 депутатскими мандатами по одномандатным округам.
19 декабря 1999 года «Конгресс русских общин» вновь принял самостоятельное участие в выборах в Государственную думу. Тройку лидеров составляли: Юрий Болдырев, Дмитрий Рогозин и Виктор Глухих, набрав 0,61 % и не пройдя в думу.

### «Родина»
В сентябре 2003 года лидер «Конгресса русских общин» Дмитрий Рогозин выступил соучредителем избирательного блока «Народно-патриотический союз „Родина“», который 7 декабря того же года на выборах в нижнюю палату российского парламента набрал 9,02 % голосов избирателей, преодолев 5 % для попадания в Думу.
14 февраля 2004 года «Конгресс русских общин» и «Партия российских регионов» на своём съезде отвергли предложение об объединении всех блокообразующих партий и реорганизовали «Партию российских регионов» в политическую партию «Родина», под председательством Дмитрия Рогозина, что вызвало раскол, выход из союза блокообразующих партий «Народной воли» и Социалистической единой партии России, а также выход из организации Сергея Глазьева. Преимущественно на базе региональных отделений КРО были созданы отделения новой политической партии Родина.

## Восстановление
9 декабря 2006 года, Дмитрий Рогозин провёл восстановительный съезд конгресса русских общин под новым названием «Родина: Конгресс русских общин», официально в состав его руководства не входит, но является его неофициальным лидером.
21 сентября 2011 года с участием Дмитрия Рогозина, состоялся учредительный съезд движения «Родина — Конгресс русских общин», на котором создан оргкомитет по восстановлению партии «Родина». Дмитрий Рогозин обвинил лидера партии «Справедливая Россия» Сергея Миронова о рейдерском захвате партии «Родина». На съезде Дмитрий Рогозин призвал КРО войти в состав Общероссийского народного фронта, созданного в поддержку кандидату в Президенты России Владимиру Путину.
В 2011 году Конгресс русских общин был официально зарегистрирован Министерством юстиции России.
В апреле 2012 года оргкомитет «Родина-Конгресс русских общин» подал в Министерство юстиции Российской Федерации уведомление о восстановлении политической партии «Родина».